# Малеево (Рязанская область)
Малеево — село в Касимовском районе Рязанской области, входит в состав Крутоярского сельского поселения.
Село расположено в 10 км к северо-западу от города Касимова, на берегу реки Оки. Неподалёку находится крупное газовое хранилище компании «Газпром», но жителям этого села газ не проводили очень долго. Несколько лет назад село процветало: там было развито и сельское хозяйство, и рыболовство. В данный момент сельское хозяйство заброшено, а рыболовство стало хобби.
В селе Малеево есть мемориальная стела воинам, погибшим в Великой Отечественной войне.
Соседствующие деревни: ближайшие — Морозово, Басово, Малеевский карьер.
Расстояние от МКАД: 284 км

## Население
| 1859 | 1897 | 1906 | 2010 |
| ---- | ---- | ---- | ---- |
| 730  | ↘637 | ↗780 | ↘359 |